# Margaretha I van Denemarken
Margaretha I (slot Vordingborg, 1353 — Flensburg, 28 oktober 1412) was koningin van Denemarken, Noorwegen en Zweden en de grondlegger van de Unie van Kalmar.
Margaretha werd geboren in Kasteel Vordingborg als dochter van Waldemar IV van Denemarken en Helvig van Sleeswijk.
Margaretha trouwde in 1363, op tienjarige leeftijd, met koning Haakon VI van Noorwegen, de enige nog levende nakomeling van Magnus VII van Noorwegen. Margaretha's eerste daad na de dood van haar vader in 1375 was het zeker stellen van haar minderjarige zoon Olaf als koning van Denemarken (= Olaf II) en later, na het overlijden van Haakon in 1380, ook Noorwegen (= Olaf IV). Olaf stierf echter al in 1387, waarna Margaretha, die het koninkrijk in zijn naam had geregeerd, als regentes van Denemarken en Noorwegen aanbleef.
Margaretha had als regentes van Olaf II al blijk gegeven van haar staatsmanschap door Sleeswijk terug te winnen op de graven van Holstein in 1386. Nu Margaretha echt de macht over Denemarken en Noorwegen had, kon ze haar ogen richten op Zweden, waar de adel in opstand kwam tegen de impopulaire koning Albrecht van Mecklenburg. Op een conferentie in Dalaborg in 1388 gaven de Zweden Margaretha de soevereiniteit in handen, en toen Albrecht in februari 1389 gevangengenomen werd, was Margaretha de koningin van de drie Scandinavische koninkrijken.
Op 13 juni 1397 werd op Kalmar slott te Kalmar een akte ondertekend door de drie koninkrijken, dat ze tezamen Erik van Pommeren (een achterneef van Margaretha) als koning zouden aanvaarden wanneer hij meerderjarig zou worden. Margaretha was als vrouw namelijk niet gemachtigd officieel koning(in) te zijn. De Unie van Kalmar was met deze akte ontstaan. Toen Erik meerderjarig werd, werd hij ook door de drie landen erkend als hun koning, maar Margaretha hield nog steeds de touwtjes in handen.
Margaretha stierf onverwacht op haar schip in Flensburg. Ze werd begraven in de kathedraal van Roskilde. Ze was de dertiende en laatste monarch van het Huis Waldemar (vanaf Waldemar I in 1157) die over Denemarken regeerde.

## Voorouders
| Voorouders van Margaretha I van Denemarken (1353-1412) | Voorouders van Margaretha I van Denemarken (1353-1412)                        | Voorouders van Margaretha I van Denemarken (1353-1412)                        | Voorouders van Margaretha I van Denemarken (1353-1412)                        | Voorouders van Margaretha I van Denemarken (1353-1412)                        | Voorouders van Margaretha I van Denemarken (1353-1412)                             | Voorouders van Margaretha I van Denemarken (1353-1412)                             | Voorouders van Margaretha I van Denemarken (1353-1412)                      | Voorouders van Margaretha I van Denemarken (1353-1412)                      |
| ------------------------------------------------------ | ----------------------------------------------------------------------------- | ----------------------------------------------------------------------------- | ----------------------------------------------------------------------------- | ----------------------------------------------------------------------------- | ---------------------------------------------------------------------------------- | ---------------------------------------------------------------------------------- | --------------------------------------------------------------------------- | --------------------------------------------------------------------------- |
| Overgrootouders                                        | Erik V van Denemarken (1249-1286) ∞ Agnes van Brandenburg (1130-1282)         | Erik V van Denemarken (1249-1286) ∞ Agnes van Brandenburg (1130-1282)         | Bogislaw IV van Pommeren (1252-1309) ∞ Margaretha van Rügen (-1266)           | Bogislaw IV van Pommeren (1252-1309) ∞ Margaretha van Rügen (-1266)           | Waldemar IV van Sleeswijk (1265-1312) ∞ Elisabeth van Saksen-Lauenburg (1274-1306) | Waldemar IV van Sleeswijk (1265-1312) ∞ Elisabeth van Saksen-Lauenburg (1274-1306) | Hendrik I van Holstein (1258-1304) ∞ Heilwig van Bronckhorst (1265-na 1324) | Hendrik I van Holstein (1258-1304) ∞ Heilwig van Bronckhorst (1265-na 1324) |
| Grootouders                                            | Christoffel II van Denemarken (1276-1332) ∞ Euphemia van Pommeren (1285-1330) | Christoffel II van Denemarken (1276-1332) ∞ Euphemia van Pommeren (1285-1330) | Christoffel II van Denemarken (1276-1332) ∞ Euphemia van Pommeren (1285-1330) | Christoffel II van Denemarken (1276-1332) ∞ Euphemia van Pommeren (1285-1330) | Erik II van Sleeswijk (1290-1325) ∞ Adelheid van Holstein (-1350)                  | Erik II van Sleeswijk (1290-1325) ∞ Adelheid van Holstein (-1350)                  | Erik II van Sleeswijk (1290-1325) ∞ Adelheid van Holstein (-1350)           | Erik II van Sleeswijk (1290-1325) ∞ Adelheid van Holstein (-1350)           |
| Ouders                                                 | Waldemar IV van Denemarken (1321-1375) ∞ Helvig van Sleeswijk (1320-1374)     | Waldemar IV van Denemarken (1321-1375) ∞ Helvig van Sleeswijk (1320-1374)     | Waldemar IV van Denemarken (1321-1375) ∞ Helvig van Sleeswijk (1320-1374)     | Waldemar IV van Denemarken (1321-1375) ∞ Helvig van Sleeswijk (1320-1374)     | Waldemar IV van Denemarken (1321-1375) ∞ Helvig van Sleeswijk (1320-1374)          | Waldemar IV van Denemarken (1321-1375) ∞ Helvig van Sleeswijk (1320-1374)          | Waldemar IV van Denemarken (1321-1375) ∞ Helvig van Sleeswijk (1320-1374)   | Waldemar IV van Denemarken (1321-1375) ∞ Helvig van Sleeswijk (1320-1374)   |

Gorm · Harald I · Sven I · Harald II · Knoet II · Knoet III · Magnus I · Sven II · Harald III · Knoet IV · Olaf I · Erik I · Niels · Erik II · Erik III · Sven III · Knoet V · Waldemar I · Knoet VI · Waldemar II · Erik IV · Abel · Christoffel I · Erik V · Erik VI · Christoffel II · Waldemar III · Christoffel II · Waldemar IV · Olaf II · Margaretha I · Erik VII · Christoffel III · Christiaan I · Johan · Christiaan II · Frederik I · Christiaan III · Frederik II · Christiaan IV · Frederik III · Christiaan V · Frederik IV · Christiaan VI · Frederik V · Christiaan VII · Frederik VI · Christiaan VIII · Frederik VII · Christiaan IX · Frederik VIII · Christiaan X · Frederik IX · Margrethe II · Frederik X
Erik VI · Olaf II · Anund Jacob · Emund · Stenkil · Erik VII · Erik VIII · Halsten · Haakon · Inge I · Sven · Erik Årsäll · Filips · Inge II · Ragnvald · Magnus · Sverker I · Erik IX · Karel VII · Knoet I · Sverker II · Erik X · Johan I · Erik XI · Knoet II · Waldemar I · Magnus I · Birger I · Magnus II · Albrecht · Margaretha · Erik XIII · Christoffel · Karel VIII · Christiaan I · Johan II · Christiaan II · Gustaaf I · Erik XIV · Johan III · Sigismund · Karel IX · Gustaaf II Adolf · Christina · Karel X Gustaaf · Karel XI · Karel XII · Ulrike Eleonora · Frederik · Adolf Frederik · Gustaaf III · Gustaaf IV Adolf · Karel XIII · Karel XIV Johan · Oscar I · Karel XV · Oscar II · Gustaaf V · Gustaaf VI Adolf · Carl Gustaf XVI
- Bibsys: 90505683
- Bibliothèque nationale de France: cb13172851s (data)
- Gemeinsame Normdatei: 118975927
- International Standard Name Identifier: 0000 0003 8164 7334
- KulturNav: 35a1accc-7405-4395-8ebd-08caf11bdc36
- Library of Congress Control Number: n85298358
- Nationale Bibliotheek van Israël: 987007276827705171
- Nationale Bibliotheek van Polen: a0000001844398
- Nederlandse Thesaurus van Auteursnamen: 070710015
- LIBRIS: 195761
- Système universitaire de documentation: 035187298
- Virtual International Authority File: 261972843
- WorldCat: E39PBJjxp9q7fmw6pbgdYkXjmd